# Stefan Volery
Stefan Volery (Neuchâtel, Suiza, 17 de septiembre de 1961) es un nadador suizo retirado especializado en pruebas de estilo libre. Ganó la medalla de bronce en los 100 metros libres durante el Campeonato Europeo de Natación de 1985 y en los 50 metros libres en 1987.
Participó en cuatro Juegos Olímpicos consecutivos: Moscú 1980, Los Ángeles 1984, Seúl 1988 y Barcelona 1992.

## Palmarés internacional
| Campeonato Europeo de Natación | Campeonato Europeo de Natación | Campeonato Europeo de Natación | Campeonato Europeo de Natación |
| Año                            | Lugar                          | Medalla                        | Prueba                         |
| ------------------------------ | ------------------------------ | ------------------------------ | ------------------------------ |
| 1985                           | Sofia ( Bulgaria)              | Medalla de bronce              | 100 m libres                   |
| 1987                           | Estrasburgo ( Francia)         | Medalla de bronce              | 50 m libres                    |